# Старий Пруд
Старий Пруд (біл. вёска Стары Пруд) — село в складі Червенського району Мінської області, Білорусь. Село підпорядковане Колодезькій сільській раді, розташоване в центральній частині області.